# Вълчи празници
Вълчи празници (Вълчляци, Вучляци, Дзверини дни, Вълча Богородица и др.) в българската народна митология се нарича период от 3, 5, 7, 9 или 10 дни (в зависимост от региона), който се почита в чест на вълците. Календарно този период най-често е съотнесен към есенно-зимните празници около Архангеловден, но в Южна България се празнува през Мръсните дни, другаде (Медвен, Грудово, Вресово и др.) през Трифунците (1 – 3 февруари). В Западна България като Вълчи празници са известни Мратинците (11 – 16 или 21 ноември). В Средните Родопи до 1920 – 1930-те г. всеки първи ден от месеца се празнува „зава̀лька“ (за вълка).
На някои места в България за покровител на вълците се смята свети Мина, защото Вълчите празници започват от 11 ноември – денят на светеца. Някъде (където са празнувани 10 дни) завършват на 21 ноември (Въведение Богородично) и затова са известни като Вълча Богородица (Богородица вълчата) В Сливенско, Котленско и др., се вярва, че има три Богородици – Голямата, Малката и Вълчата. Тези три Богородици са сестри.
Широко разпространено е схващането, че най-опасният ден от тези празници е последният. Той е наричан Куцулан, Натлапан, Клекуцан и др., по името на най-опасния вълк, единака, приеман като митичния водач на глутницата, който обаче не върви с нея.
Схващането за вълка като опасен за човека и живата стока предопределя обредността през периода когато траят Вълчите празници – извършват се редица обредни практики и се спазват редица забрани с цел да се предпазят хората и добитък от вълците. По време на тези празници името на вълка е забранено – то не се произнася. По-често използваните названия са двоица, троица, девет души, братя, душмани и други подобни. Забраните, които се спазват са свързани най-вече с домакинската работа на жените – те не бива да работят с вълна, с остри предмети (нож, ножици, дарак, гребен, игла), тъй като са оприличавани на вълчи зъби. Ножиците не се отварят, за да бъдат затворени челюстите на вълка. В навечерието на празника те се връзват здраво и се скриват, за да не бъдат открити случайно от някое дете, което да ги отвори. Това се отнася и до сгъваемите ножове и всички подобни предмети.
Вярва се, че през този период не трябва да се изработват никакви дрехи (особено мъжки), защото
този, който носи такава дреха, ще бъде изяден от вълци. Разпространен е мотивът за това, как една жена закърпила връхната дреха на мъжа си по време на Вълчите празници. Когато след време отишъл за дърва в гората, той бил нападнат от вълк, който само откъснал кръпката от рамото му и си отишъл.
На някои места в България жените мажат с кал около огнището и при вратата, както и вратите на кошарите и оборите, като това действие е съпроводено с диалог от заклинателен характер (както при Мишите празници) – да замажат (залепят) очите и устата на вълка, – а някъде е съпроводено и с наричане: „Да му залепя устата, да му залепя очите, да му залепя краката“. В Пловдивско жените отиват зад кошарата и там със затворени очи зашиват предната и задната пола на ризите си. Подобна практика съществува и в Габровско, където се изпълнява от две жени – едната пита какво шие другата, а тя отговаря, че зашива устата на вълка. В Западна България (Чупрене, Стакевци, Доктор Йосифово и др.) по време на Трифунците (на първия Трифунец – 1 февруари) месят обредна пита, чиято пластична украса изобразява кошара с овце и говеда, на вратника стои „буден“ стопанин, а около кошарата са вълците. Тази пита се прекадява и се слага в храната на добитъка, за да бъде предпазен от вълци.
През този период също така заключват веригата на огнището; не изхвърлят пепелта от огнището (вярва се, че вълците ядат или облизват въглените и така се плодят); избягват да излизат навън след залез слънце.
Подобен род празници са известни и сред сърбите.